# Isla Blaiklock
La isla Blaiklock es una isla ubicada frente a la costa oeste de la costa Fallières de la península Antártica, en la Antártida.

## Geografía
Es una isla alta y montañosa, situada entre el fiordo Bigourdan y el fiordo Bourgeois, en el extremo norte de este último, en la bahía Margarita. Está situada al noroeste de la isla Pourquoi Pas, de la que está separada por el canal Angosto (o Paso La Angostura). Queda separada de la costa oeste de la Tierra de Graham por el canal Jones, aunque se encuentra unida a esta por una barrera de hielo; se encuentra frente a la costa sur de la península Arrowsmith, en la Costa Loubet.
Inicialmente fue cartografiada por el sur, este y oeste en 1936 por la Expedición Británica a la Tierra de Graham de John Rymill, y en aquel momento fue clasificada como un promontorio de la Tierra de Graham. En noviembre de 1949 fue nuevamente cartografiada y definida como isla por Kenneth V. Blaiklock, un investigador de la Falkland Islands Dependencies Survey y de quien recibe su nombre.
En marzo de 1957, el Falkland Islands Dependencies Survey construyó un refugio en su costa oeste: el refugio de la isla Blaiklock, activo en los años 1950. Fue declarado Sitio y Monumento Histórico en 1995.

## Reclamaciones territoriales
Argentina incluye la isla en el departamento Antártida Argentina dentro de la provincia de Tierra del Fuego, Antártida e Islas del Atlántico Sur; para Chile forma parte de la comuna Antártica de la provincia Antártica Chilena dentro de la Región de Magallanes y de la Antártica Chilena; y para el Reino Unido integra el Territorio Antártico Británico. Las tres reclamaciones están sujetas a las disposiciones del Tratado Antártico.